# جورج ويلسون (لاعب كرة سلة مواليد 1942)
جورج ويلسون (بالإنجليزية: George Wilson)‏ مواليد 9 مايو 1942 في ميريديان، هو لاعب كرة سلة أمريكي سابق. بدأ مسيرته الاحترافية في سنة 1964. اختير من قبل فريق سكرامنتو كينغز خلال الدرافت. بلغ طوله 6 قدم 8 بوصة (2.0 م). مثّل منتخب بلاده. شارك في دورة الألعاب الأولمبية الصيفية سنة 1964. اعتزل اللعب في 1971.

## المسيرة الاحترافية
لعب مع سكرامنتو كينغز من سنة 1964 إلى 1967، ثم لعب مع شيكاغو بولز في موسم 1966–1967، ثم لعب مع سياتل سوبرسونيكس في موسم 1967–1968، ثم لعب مع فينيكس صنز في موسم 1968–1969، ثم لعب مع فيلادلفيا سفنتي سيكسرز من سنة 1968 إلى 1970، ثم لعب مع بوفالو بريفز في موسم 1970–1971.

## الميداليات
| الميدالية | المسابقة                       |
| --------- | ------------------------------ |
| ذهبية     | الألعاب الأولمبية الصيفية 1964 |

## روابط خارجية
- جورج ويلسون على موقع الاتحاد الدولي لكرة السلة (الإنجليزية)
- جورج ويلسون على موقع إن بي أي (الإنجليزية)
- جورج ويلسون على موقع سبورتس رفرنس (الإنجليزية)
- جورج ويلسون على موقع كلية كرة السلة في سبورتس رفرنس.كوم (الإنجليزية)
- جورج ويلسون على موقع ريلجم (الإنجليزية)
- جورج ويلسون على موقع بروبوليرز (الإنجليزية)
- جورج ويلسون على موقع سبورتس رفرنس (الإنجليزية)
- جورج ويلسون على موقع أوليمبيديا (الإنجليزية)